# Niko Štritof
Niko (Nikolaj) Štritof, slovenski skladatelj, pesnik, prevajalec in dirigent, * 30. november 1890, Ljubljana, † 22. januar 1944, Ljubljana.

## Življenje
Oče mu je bil šolnik Anton Štritof, mati mu je bila Viktorija (roj. Juvan).
Glasbo je študiral v Ljubljani. Maturiral je leta 1908, leto dni kasneje se je zaposlil kot korepetitor v ljubljanski Operi. Kasneje je bil tudi operetni dirigent. Med 1. svetovno vojno je bil komandant ujetniškega taborišča v Bosni. Po končani vojni je med letoma 1918 in 1922 poučeval razne predmete na šoli Glasbene matice. Bil je tudi njen dolgoletni predsednik. Med letoma 1922 in 1924 je bil zaposlen kot pianist v kinematografu, od 1924 pa do smrti je bil dirigent v ljubljanski Operi. Predirigiral je skoraj celoten standardni operni in operetni repertoar. Tedaj je veliko predstav sam tudi režiral. Ogromen pomen pa ima njegovo prevajalsko delo - prevedel je namreč ogromno opernih besedil, med katerimi izstopa prevod Seviljskega brivca.
Skladateljsko se je udejstvoval predvsem kot prireditelj ljudskih pesmi.